# Nam Ou
Nam Ou (tiếng Lào: ນ້ຳອູ phiên âm IPA: nâːm ùː, dịch nghĩa: "sông bát cơm", tiếng Việt: Nậm Hu), có khi viết là Nam Hou , là một trong những con sông quan trọng nhất ở Bắc Lào. Sông có chiều dài 448 km.

## Dòng chảy

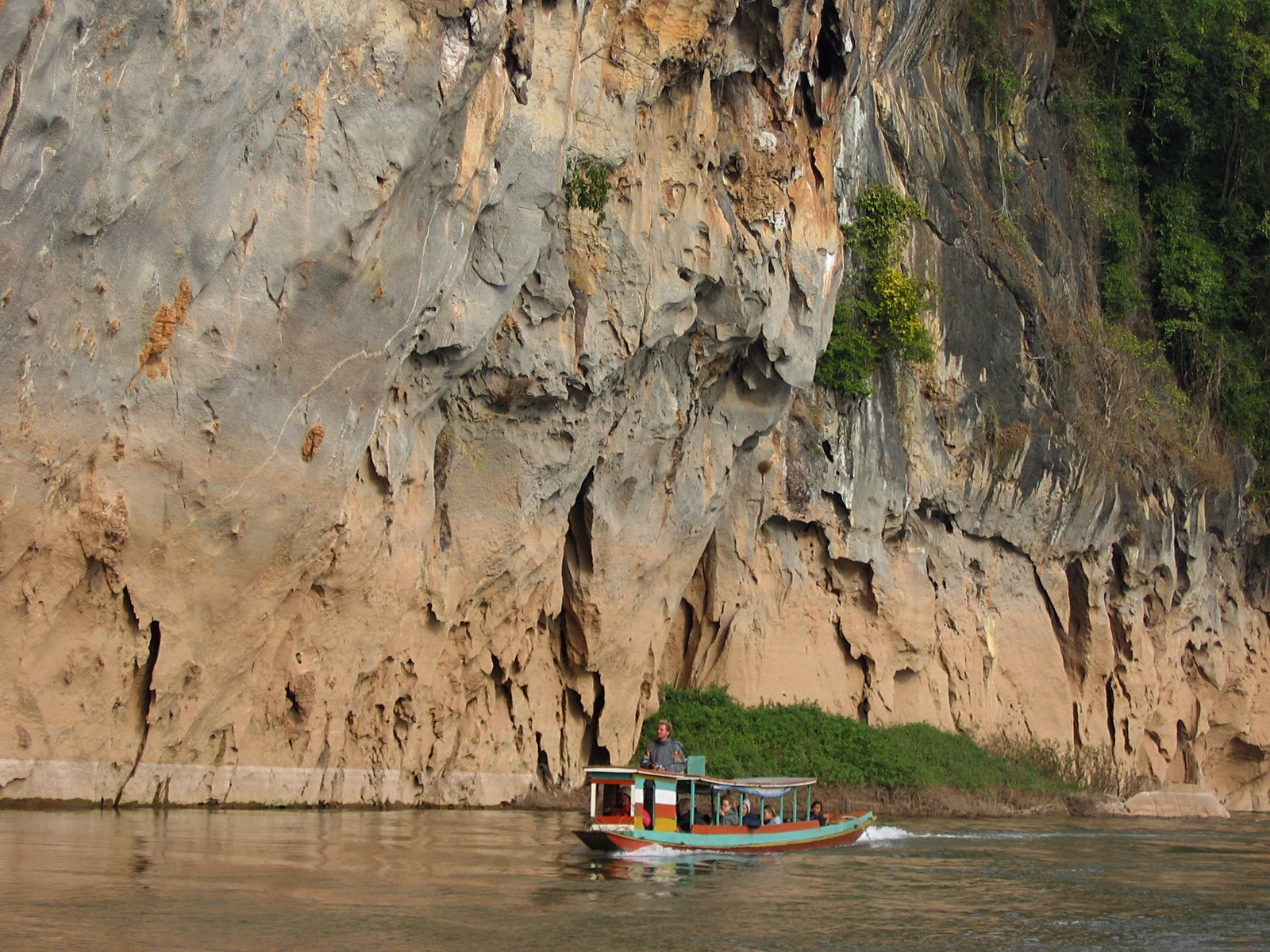
Một chiếc phà chạy giữa Nong Khiao và Luang Prabang

Nam Ou bắt nguồn từ vùng núi biên giới Lào-Trung Quốc ở tỉnh Phongsali, chảy theo hướng Bắc-Nam giữa các dãy núi và bồn địa miền Bắc Lào. Nó hợp lưu với sông Mekong ở huyện Pak Ou cách Luang Prabang khoảng 15 km về phía Đông Bắc.
Cùng với sông Mekong, Nam Ou là luồng đường thủy tự nhiên phù hợp cho việc vận chuyển bằng ca nô lớn. Gần nơi hợp lưu của sông này vào sông Mekong là các động Pak Ou (Tham Thing và Tham Theung), nổi tiếng với những tượng Phật.

## Phụ lưu Nậm Nứa
Nam Ou có một phụ lưu là Nậm Nứa, bắt nguồn từ xã Mường Nhà, Điện Biên ở Việt Nam, qua Nứa Ngam ở cuối thung lũng Mường Thanh, khi sang đất Lào nó có tên Nam Neua, đến muang Khoua (Mường Khoa) thì đổ vào Nam Ou.
Ở thung lũng Mường Thanh có nhánh nhỏ Nậm Rốm chạy dọc thung lũng và đổ vào Nậm Nứa ở Pa Nậm. Tuy nhiên khi in bản đồ thì người Việt đã ghi đoạn của Nậm Nứa từ Pa Nậm qua Pa Thơm đến dọc biên giới Việt-Lào thành Nậm Rốm. Hiện nay nhiều người Kinh đã quen với tên gọi đoạn này là Nậm Rốm, tuy nhiên người Lào và Thái vẫn gọi là Nam Neua.

## Chỉ dẫn
1. ↑  Cách viết tên sông theo ký tự latin ở Lào thường dựa theo cách viết của người Pháp khi lập bản đồ Đông Dương vào cỡ năm 1940, trong đó có mảnh viết là Nam Ou, mảnh khác là Nam Hou.